# Liste des sites mégalithiques dans le district de Porto
Cette liste non exhaustive recense les principaux sites mégalithiques dans le district de Porto, au Portugal.

## Liste
| Site                                   | Type              | Municipalité      | Notes     | Coordonnées                                                                         | Image |
| -------------------------------------- | ----------------- | ----------------- | --------- | ----------------------------------------------------------------------------------- | ----- |
| Anta d'Aboboreira                      | Dolmen            | Baião             |           | 41° 12′ 12″ N, 8° 00′ 27″ O                                                         |       |
| Site mégalithique d'Outeiro de Gregos  |                   | Baião             | 3 tumuli  | 41° 11′ 16″ N, 8° 02′ 29″ O 41° 11′ 14″ N, 8° 02′ 28″ O 41° 11′ 11″ N, 8° 02′ 29″ O |       |
| Site mégalithique d'Outeiro de Ante    | Site mégalithique | Baião             | 3 dolmens | 41° 11′ 31″ N, 8° 02′ 08″ O 41° 11′ 28″ N, 8° 02′ 07″ O                             |       |
| Site mégalithique de Meninas do Crasto | Site mégalithique | Baião             |           | 41° 12′ 03″ N, 8° 01′ 16″ O                                                         |       |
| Mamoas do Leandro (pt)                 | Dolmen            | Maia              | 5 tumuli  |                                                                                     |       |
| Mamoa de Taio                          |                   | Paços de Ferreira |           | 41° 15′ 20″ N, 8° 25′ 18″ O                                                         |       |
| Anta de Padrão                         | Dolmen            | Paredes           |           |                                                                                     |       |
| Anta de Santa Marta                    | Dolmen            | Penafiel          |           | 41° 12′ 24″ N, 8° 15′ 15″ O                                                         |       |
| Menhir de Luzim                        | Menhir            | Penafiel          |           | 41° 08′ 42″ N, 8° 15′ 19″ O                                                         |       |
| Mamoas do Fulão (pt)                   | Dolmen            | Póvoa de Varzim   |           | 41° 23′ 28″ N, 8° 40′ 22″ O                                                         |       |